# Keisai Eisen
Pour les articles homonymes, voir Eisen.
Keisai Eisen (渓斎英泉, 1790 - 1848) est un artiste japonais d'estampes ukiyo-e (style de xylogravure japonaise) qui se spécialisa dans les bijinga, ou « peinture de jolies personnes ». Il a eu Keisai Eiju pour disciple.
Certaines de ses œuvres, dont ses okubi-e (visages en gros plan), sont considérées par certains comme des chefs-d'œuvre de la période « décadente » (ère Bunsei (1818 - 1830)). Il fut aussi connu sous le nom de ‘’‘Ikeda Eisen’‘’, et écrivit sous le nom de ‘’‘Ippitsuan’‘’.

## Biographie
Eisen naquit à Edo dans la famille Ikeda ; il était le fils d'un célèbre calligraphe. Il fut apprenti chez Kanō Hakkeisai, de qui il prit le nom Keisai. Après la mort de son père, il étudia chez Kikukawa Eizan. Ses premières œuvres reflètent l'influence de son maître, mais il ne tarda pas à développer son propre style.
Il produisit un grand nombre de surimono, d'estampes érotiques shunga, et de paysages, dont font partie les 69 stations du Kiso Kaidō, qu'il commença et qui fut achevé par Hiroshige. Même si c'est en général pour sa collaboration avec Hiroshige qu'on évoque souvent son nom, ce sont ses portraits de jolies femmes qui le caractérisent le mieux, telles que celles de ses Beautés au long du Tokaido. Il produisit de nombreux portraits et des images en pied dépeignant les modes de l'époque.
Au-delà des nombreuses estampes qu'il produisit, il écrivit des biographies sur les quarante-sept rōnin ainsi que plusieurs ouvrages, dont une suite à l’Histoire des images du mode flottant (ukiyo-e ruiko), ouvrage qui fournit une chronique de la vie des artistes ukiyo-e. Sa contribution est connue sous le nom de Notes d'un vieil homme sans nom. Il s'y décrit lui-même sous les traits d'un ivrogne dissolu, et prétend avoir été en 1830 le tenancier d'un bordel situé à Nezu, qui brûla dans un incendie.

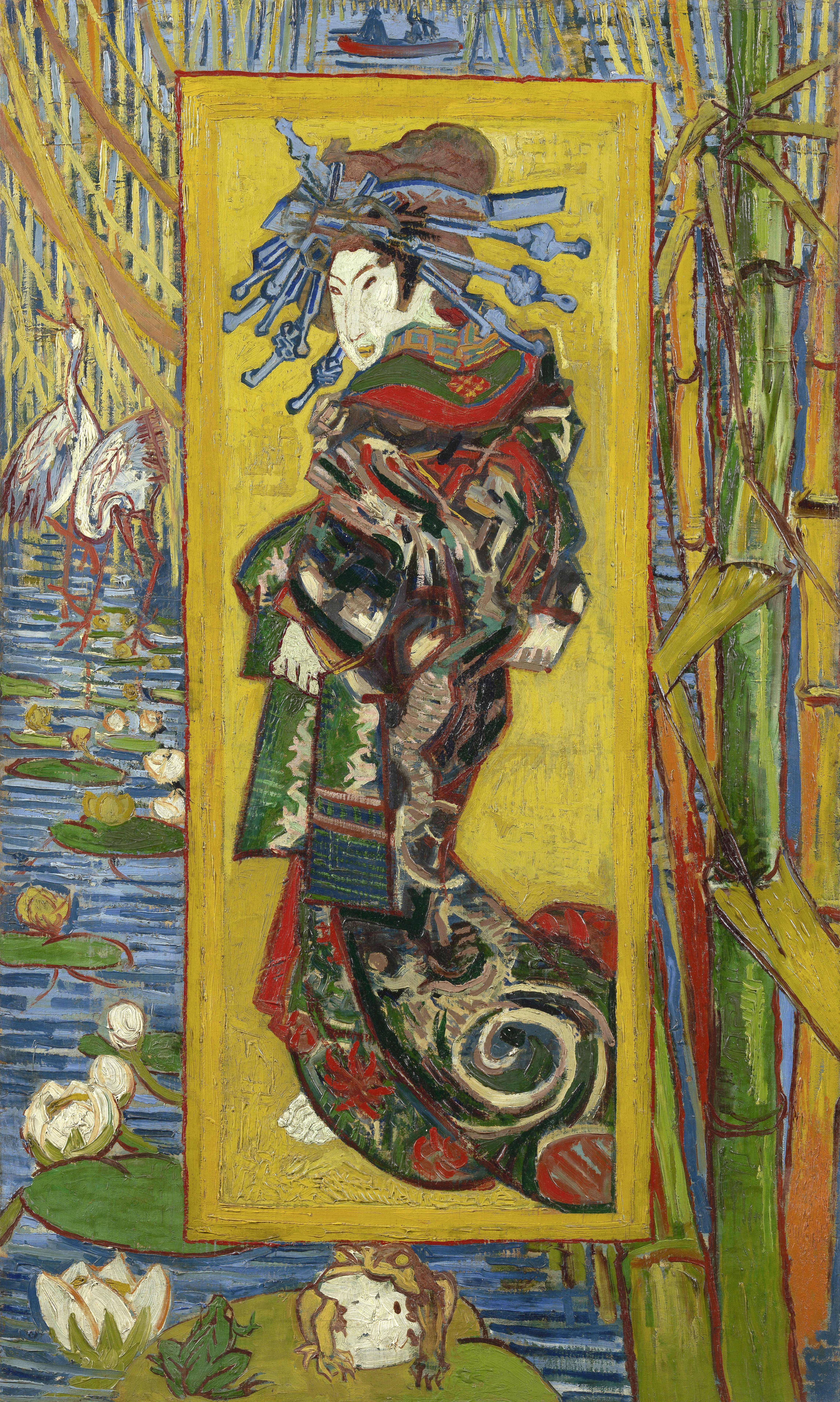
La Courtisane d'après Eisen, Van Gogh, 1887.